# Balbianiales
Ordre
L'ordre des Balbianiales est un ordre d'algues rouges de la sous-classe des Nemaliophycidae, dans la classe des Florideophyceae. 

## Liste des familles
Selon AlgaeBase (25 juil. 2012), Catalogue of Life (25 juil. 2012) et World Register of Marine Species (25 juil. 2012) :
- famille des Balbianiaceae R.G.Sheath & K.M.Müller

Selon NCBI (25 juil. 2012) :
- famille des Balbianiaceae
  - genre Balbiania
  - genre Rhododraparnaldia